# 國家UFO報告中心
國家UFO報告中心（英語：National UFO Reporting Center）是美國一家調查不明飛行物和外星人目擊事件的民間組織，由罗伯特·格里布尔（Robert J. Gribble）於1974年創立。
該組織自成立以來提供了24小時熱線服務，專供目擊不明飛行物的民眾通報。1994年，彼得·達文波特接任中心主任。2006年，其總部從華盛頓州西雅圖遷往斯波坎以西約50英里的一個舊導彈基地。

## 外部連結
- 官方网站（英文）